# Pelágio da Bretanha
Pelágio da Bretanha (em latim: Pelagius; 350–423 (73 anos)) foi um monge ascético, nascido provavelmente na Britânia. Ele foi acusado de heresia no sínodo de Jerusalém em 415 e suas doutrinas foram duramente criticadas por Agostinho de Hipona, especialmente as visões pelagianas sobre a boa natureza da humanidade e a responsabilidade individual pela escolha do ascetismo. Pelágio enfatizou especialmente a liberdade da vontade humana. Muito pouco se sabe sobre a vida pessoal e a carreira de Pelágio.

## Vida e obra
Estabeleceu-se em Roma por volta de 405, depois viajou para África do Norte, continuou a viagem até a Palestina e escreveu dois livros sobre o pecado, o livre-arbítrio e a graça: Da natureza e Do livre-arbítrio.
Suas opiniões foram criticadas violentamente por Agostinho e seu amigo Jerônimo, tradutor e comentarista bíblico, que morava em Belém na Palestina. Foi inocentado das acusações sobre heresia pelo Sínodo de Dióspolis na Palestina em 415, mas condenado como herege pelo bispo de Roma em 417 e 418, e pelo Primeiro Concílio de Éfeso em 431.
Não se sabe ao certo o ano e o motivo da sua morte, provavelmente foi por volta de 423. É possível que sua condenação pelo Concílio de Éfeso tenha sido após a sua morte.

## O pelagianismo
Quando Pelágio chegou a Roma, notou que muitos cristãos viviam de maneira indecente e muitos outros pareciam não se preocupar com a crescente indiferença à pureza moral e obediência na igreja. Rastreou o problema até uma publicação de Agostinho (Confissões), onde este afirmava que ninguém podia ser continente (abster-se da imoralidade), a menos que Deus lhe desse essa dádiva. Argumentou que, se os cristãos acreditavam que não podiam ser continentes, era de se esperar que praticassem a incontinência. Escreveu, então o livro Da Natureza, em que sustentava que os seres humanos podem ter uma vida sem pecado com seus “dons naturais” e que cabe a eles fazer isso. Esse foi o início da grande controvérsia a respeito do pecado original, do livre-arbítrio e da graça que ocupou a igreja por mais de cem anos e cuja repercussão continuou nos séculos seguintes.
Os oponentes de Pelágio, liderados por Agostinho o acusaram de três heresias: 
- Negar o pecado original;
- Negar que a graça de Deus é essencial para a salvação;
- Defender que o Homem possui a capacidade de decidir o seu futuro por livre-arbítrio, sem necessariamente depender da graça de Deus baseando-se no fato de pessoas resistirem por sua própria vontade a tudo que se refere a Deus, ao Criador e à necessidade de pertencer a Ele.

Sua doutrina a respeito da graça foi combatida por Agostinho de Hipona e considerada herética.